# Berezniki
Berezniki (russisk: Березники́, tr. Bereznikí) er en by i Perm kraj i Rusland. Berezniki ligger ved floden Kama, omkring 160 km nord for Perm. Berezniki er Prem krajs næststørste by med 134.098 (2024) indbyggere.

## Etymologi
Navnet Berezniki er afledt fra en birkeskov, som lå der hvor byen ligger i dag. 

## Historie
Byen blev grundlagt i 1932, da den sovjetiske industri ekspanderede hurtigt under Josef Stalin.
Efter opløsningen af Sovjetunionen i 1991 faldt byens befolkning fra 220.000 til omkring 190.000 på grund af øget arbejdsløshed[kilde mangler]. Men byens vigtigste industrier overlevede alligevel.

## Geografi
Selv om industrivirksomhederne forurener ganske kraftigt, så er naturmiljøet omkring byen smukt og unikt på mange måder. Det er normalt at vilde dyr krydser gader i udkanten af byen. Skove og indsøer er endnu rene og fredelige. Mange naturelskere fra hele Rusland kommer dertil på vandreture og ekspeditioner.[kilde mangler]

### Klima
Klimaet i Berezniki er tempereret fastlandsklima med lange vintre og korte somre. Hele året kan luftstrømme bringe kolde arktiske luftmasser fra de nordlige områder i over byen. Den gennemsnitlige årlige temperatur er - 0,9 °C. Den koldeste måned er januar med en gennemsnitstemperatur på -14 °C, den varmeste måned er juli med en gennemsnitstemperatur på + 17,7 °C. Den gennemsnitlig årlige nedbør er 829 mm.

## Erhver
I byen ligger kemisk industri som titan- og natriumfabrikker, og flere store kaliumkarbonat-miner er i drift omkring Berezniki.

### Transport
Berezniki lufthavn ligger 20 km nord for byen.

## Kendte fra Berezniki
Den Russiske Føderations første præsident Boris Jeltsin boede og gik i skole i Berezniki.[kilde mangler]